# Belmonte del Sannio
Belmonte del Sannio è un comune italiano di 613 abitanti della provincia di Isernia in Molise. Fino al 1807, per circa 600 anni, è sempre stato parte integrante del Giustizierato d'Abruzzo e dell'Abruzzo Citeriore.

## Geografia fisica

### Territorio
È situato su un colle che si eleva sul versante destro dell'alta valle del torrente Sente affluente del fiume Trigno, ed è un borgo agli estremi confini della provincia di Isernia verso l'Abruzzo, con cui è collegato da uno dei più alti ponti d'Europa.

## Storia

### Origini

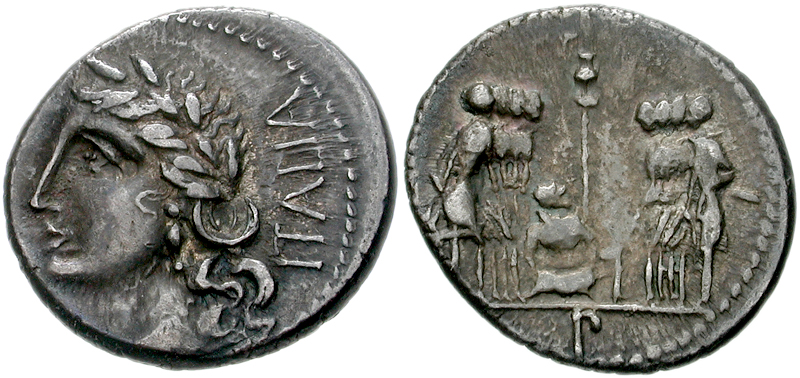
Moneta sannita della Guerra sociale, coniata a Corfinium, si vede l'immagine dell'Italia e sul verso il giuramento dei guerrieri e il sacrificio del maiale

Il nome, secondo alcuni (La Regina), potrebbe derivare dal neutro latino bellum (cioè "guerra", monte della guerra) oppure dal termine volgare che indica la bellezza del panorama del paese. L'aggiunta di specificazione "del Sannio", fu aggiunta dopo l'Unità d'Italia.
Sicuramente l'area fu popolata dai Sanniti e sono state trovate tracce di fortificazioni a vallo del IV secolo a.C., costruite contro l'avanzata romana nelle guerre sannitiche. La prima testimonianza storica è data da Tito Livio che nel X Libro della sua opera ricorda il sacerdote Ovio Paccio, che fece fare il giuramento sacro i guerrieri sanniti a Pietrabbondante. Presso colle Sant'Angelo infatti è stata trovata la presunta tomba di Ovio, come riportato dalle iscrizioni.

### Medioevo e rinascimento
Altre menzioni del borgo, come castello, si hanno nell'XI secolo, quando al confine col fiume Sente, esisteva l'abbazia benedettina di Santa Maria della Noce, oggi scomparsa, che aveva in feudo vari territori a nord del Trigno, come Schiavi d'Abruzzo.
In quest'epoca Belmonte è feudo dei Borrello, poi nel 1438 passò a Jacopo Caldora per volere di Alfonso di Napoli. In seguito passerà ai Caracciolo e a Carlo Tappia, giureconsulto di Lanciano, distretto entro cui Belmonte stette sino al 1799, facendo parte dell'Abruzzo Citeriore. Dei Caracciolo si ricorda il palazzo baronale costruito sopra il castello di cui resta il torrione.

### Epoca moderna e contemporanea

Antico sigillo

Fino al 1807 fece parte, insieme ad Agnone, Cantalupo e Pietrabbondante, dell'Abruzzo Citeriore; in seguito al riodinamento napoleonico venne ceduto al Molise.
Dopo l'unità di Italia ebbe il nome attuale,  e venne inserito nella provincia di Campobasso, sino al 1970, quando è passato a Isernia.

### Simboli
Il gonfalone municipale è costituito da un drappo di verde.

## Monumenti e luoghi d'interesse

### Chiesa di San Salvatore
Dopo vari terremoti del 1800, fu costruita nuovamente nel 1865, con la manodopera di Carlo da Pescopennataro. La struttura è molto simile alle chiese quattrocentesche con pianta a croce latina e muratura in pietra. Solo l'interno è diverso perché a navata unica. L'interno è neobarocco con reperti della vecchia chiesa: altari di San Rocco e della Concezione.
Chiesa del Santissimo Salvatore
costruzione di epoca Angioina, con successivo intervento edilizio del 1686.
Cappella di San Rocco
costruita nel 1848
Palazzo Baronale
Costruito nel 15500 , dal 1600 al 1800 fu di proprietà dei Caracciolo 
Monumento ai Caduti
Cintura fortificata sannitica in loc. Roccalabate

### Torre longobarda
Costruita nel IX secolo, si trova nel borgo vecchio e ha pianta circolare. Ha una entrata con finestra in cima.

### Tomba Sannitica di Ovio Paccio
Ovio Paccio fu un generale dei Sanniti, che secondo lo storico romano Tito Livio, combatté contro Roma nelle guerre sannitiche. La tomba si trova fuori città, ed è a forma di mausoleo con pietra disposta a mo' di sarcofago.

## Società

### Evoluzione demografica
Abitanti censiti

## Amministrazione
Di seguito è presentata una tabella relativa alle amministrazioni che si sono succedute in questo comune.
| Periodo          | Periodo          | Primo cittadino  | Partito                 | Carica  | Note   |
| ---------------- | ---------------- | ---------------- | ----------------------- | ------- | ------ |
| 2 luglio 1985    | 24 aprile 1995   | Errico Borrelli  | Democrazia Cristiana    | Sindaco | [ 12 ] |
| 24 aprile 1995   | 14 giugno 2004   | Bambino Palomba  | Centro                  | Sindaco | [ 12 ] |
| 14 giugno 2004   | 27 maggio 2019   | Errico Borrelli  | Uniti per Belmonte      | Sindaco | [ 12 ] |
| 27 maggio 2019   | 15 dicembre 2022 | Anita Di Primio  | La torre                | Sindaco | [ 12 ] |
| 15 dicembre 2022 | 15 maggio 2023   | Stefano Italiano | commissario prefettizio | Sindaco | [ 12 ] |
| 15 maggio 2023   | "in carica"      | Errico Borrelli  | Uniti per Belmonte      | Sindaco | [ 12 ] |